# 曽根 (名古屋市)
曽根（そね）は、愛知県名古屋市緑区の町名。現行行政地名は曽根一丁目から曽根三丁目。住居表示未実施。

## 地理
名古屋市緑区の北西部に位置し、南東に四本木、南に左京山、南西に鳴海町、北東に平子が丘、北に六田と接する。
鳴海町との境界には愛知県道222号緑瑞穂線（旧東海道）が通り、北部の境界には扇川が流れる。扇川の合流地点に所在するため明治時代までは水田地帯であったが、現在は住宅地が形成されている。また幹線道路沿いには商店も多い。

### 河川
- 扇川

## 歴史

### 町名の由来
鳴海町の小字名「曽根田」による。一般に「曽根」という地名は、石や岩が多くやせた土地を表すのだという。

### 行政区画の沿革
- 1976年（昭和51年）7月18日 - 緑区鳴海町の一部より曽根一丁目および曽根二丁目がそれぞれ成立[9]。
- 1977年（昭和52年）11月20日 - 鳴海町の一部が曽根一丁目および曽根二丁目にそれぞれ編入される[9]。

## 世帯数と人口
2019年（平成31年）3月1日現在の世帯数と人口は以下の通りである。
| 丁目       | 世帯数    | 人口    |
| ---------- | --------- | ------- |
| 曽根一丁目 | 284世帯   | 629人   |
| 曽根二丁目 | 625世帯   | 1,339人 |
| 曽根三丁目 | 474世帯   | 1,116人 |
| 計         | 1,383世帯 | 3,084人 |

### 人口の変遷
国勢調査による人口の推移
| 1995年（平成7年）  | 1,534人 | [ 10 ] |  |
| 2000年（平成12年） | 3,149人 | [ 11 ] |  |
| 2005年（平成17年） | 3,161人 | [ 12 ] |  |
| 2010年（平成22年） | 3,116人 | [ 13 ] |  |
| 2015年（平成27年） | 3,037人 | [ 14 ] |  |

## 学区
市立小・中学校に通う場合、学校等は以下の通りとなる。また、公立高等学校に通う場合の学区は以下の通りとなる。
| 丁目       | 番・番地等 | 小学校               | 中学校                 | 高等学校 |
| ---------- | ---------- | -------------------- | ---------------------- | -------- |
| 曽根一丁目 | 全域       | 名古屋市立鳴海小学校 | 名古屋市立鳴海中学校   | 尾張学区 |
| 曽根二丁目 | 全域       | 名古屋市立平子小学校 | 名古屋市立左京山中学校 | 尾張学区 |
| 曽根三丁目 | 全域       | 名古屋市立平子小学校 | 名古屋市立左京山中学校 | 尾張学区 |

## 交通
- 愛知県道222号緑瑞穂線（旧東海道）

## 施設

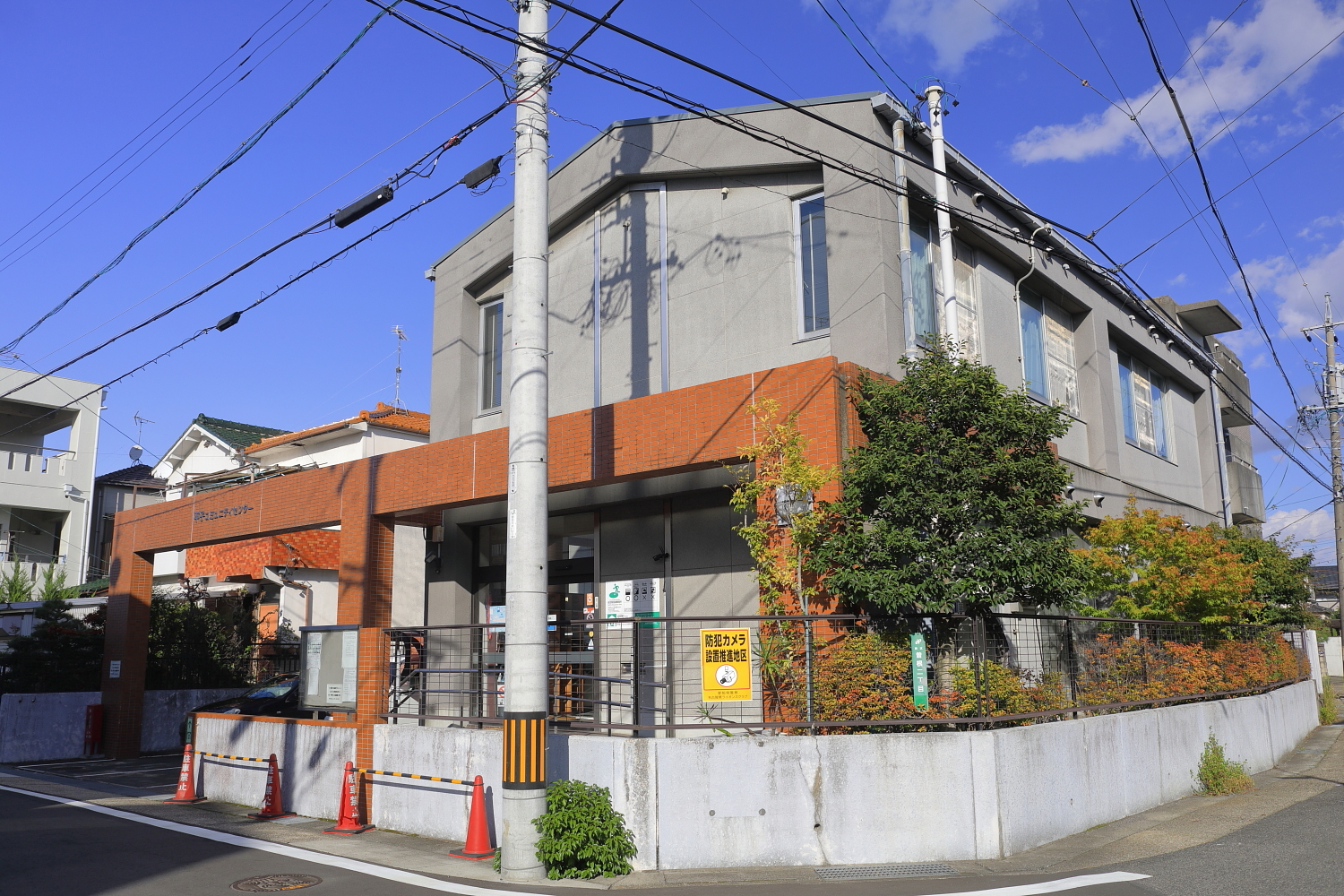
平子コミュニティセンター
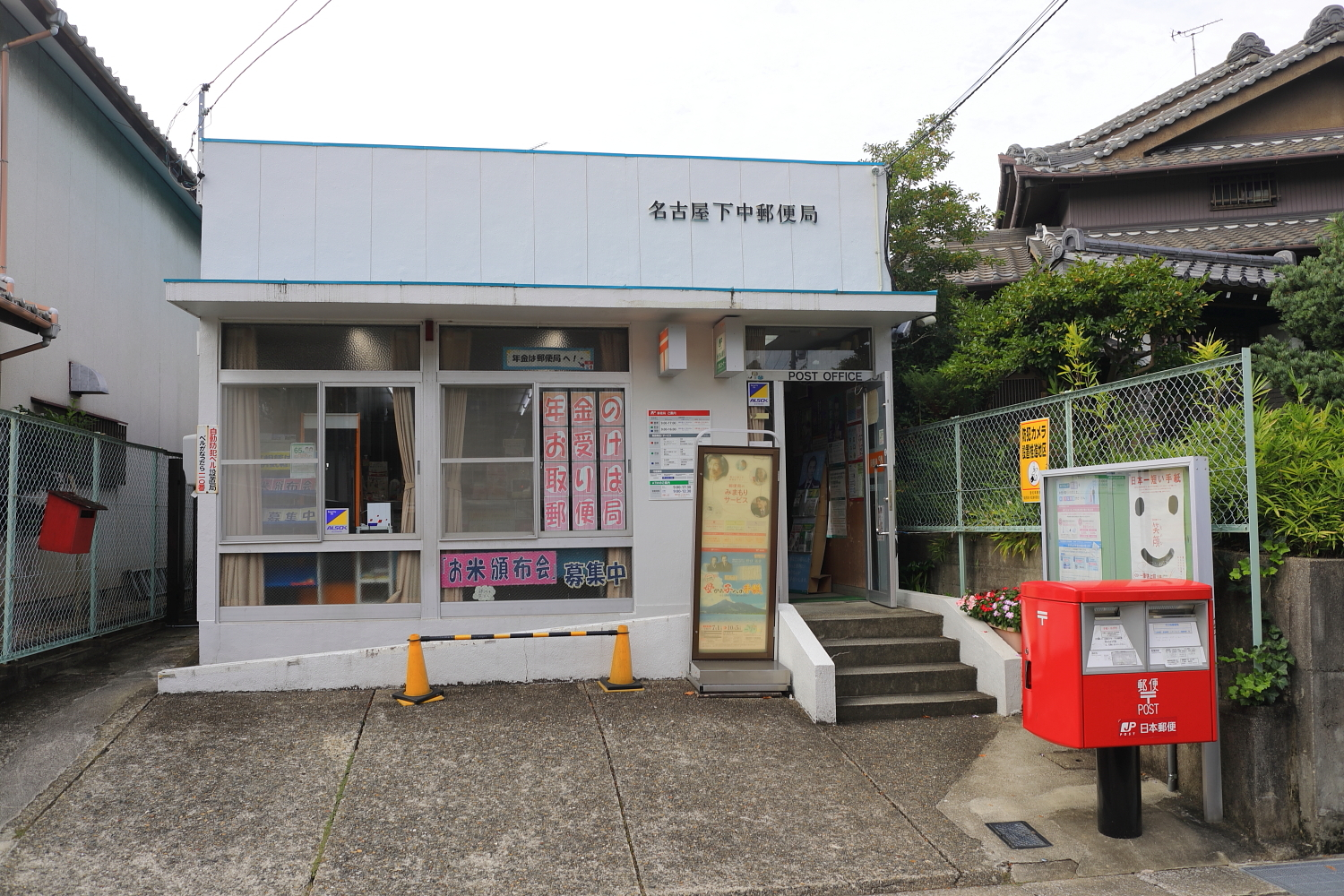
名古屋下中郵便局
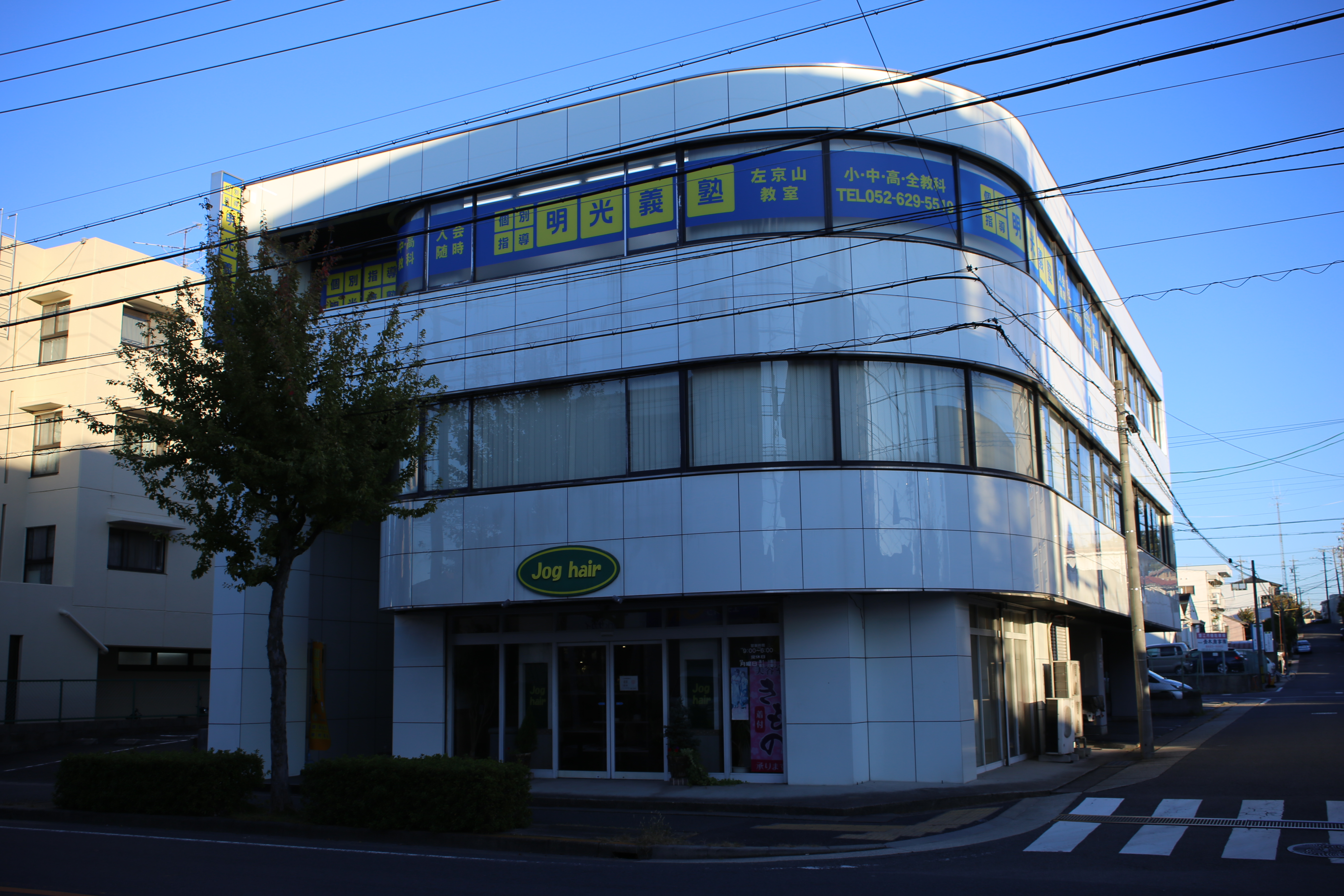
エスポア本社
- 神明社
- 曽根第二公園
- 曽根第一公園
- 坊主山南公園
- 東神明どんぐりひろば
- 二位殿社

- 平子コミュニティセンター
- 名古屋下中郵便局
- エスポア本社

## その他

### 日本郵便
- 郵便番号 : 458-0035[3]（集配局：緑郵便局[17]）。